# Les Aventures imaginaires de Huckleberry Finn
Les Aventures imaginaires de Huckleberry Finn (The New Adventures of Huckleberry Finn) est une série télévisée américaine en vingt épisodes de 30 minutes, inspirée de l'œuvre de Mark Twain. 
Mélangeant prises de vues réelles et animation, elle a été  produite par Hanna-Barbera Productions et diffusée entre le 15 septembre 1968 et le 7 septembre 1969 sur NBC. En France, la série a été diffusée à partir du 28 octobre 1971 sur l'ORTF.

## Synopsis
Huckleberry Finn, Tom Sawyer et Becky Thatcher tentent d'échapper à Joe L'Indien qu'ils avaient dénoncé au tribunal en se réfugiant dans une grotte. C'est la porte d'entrée à de nombreuses aventures abordant des problèmes de société ou philosophiques (comme le droit des animaux). Les trois adolescents et Joe l'Indien sont interprétés par des acteurs alors que les personnages qu'ils rencontrent sont animés.

## Fiche technique
- Titre original : The New Adventures of Huckleberry Finn
- Titre français : Les Aventures imaginaires de Huckleberry Finn
- Réalisation : Hollingsworth Morse, Bruce Bilson,  Wally Burr,  Robert Gist
- Scénario : Ken Kolb, David Duncan, Joanna Lee, Leo Rifkin, Herman Miller
- Direction artistique : Iwao Takamoto et Jack Poplin
- Animation : Charles A. Nichols (supervision)
- Photographie : Kenneth Peach (prises de vues réelles) ; Frank Paiker (animation)
- Son : Richard Olson
- Montage : Edward Warschilka et Donald Douglas
- Musique : Ted Nichols
- Production : Edward Rosen ; Joseph Barbera, William Hanna (exécutifs)
- Société de production : Hanna-Barbera Productions
- Pays d'origine : États-Unis
- Langue : anglais
- Format : couleurs - pellicule : 35 mm - 1,33:1 - son : Mono
- Genre : aventure
- Durée : 30 min
- Dates de première diffusion :  États-Unis : 15 septembre 1968 ;  France : 28 octobre 1971

## Distribution
- Michael Shea : Huck Finn
- Kevin Schultz : Tom Sawyer
- Lu Ann Haslam : Becky Thatcher
- Ted Cassidy : Joe l'indien (Injun Joe)
- Anne Bellamy : tante Polly
- Dorothy Tennant : Mme Thatcher
- Mike Road : Biddo
- Tommy Cook : voix additionnelle

## Épisodes
1. Titre français inconnu (The Magic Shillelagh)
2. Huck de La Mancha (Huck of La Mancha)
3. Le Terrible Tempéré Kahleef (The Terrible Tempered Khaleef)
4. Titre français inconnu (The Little People)
5. Titre français inconnu (Pirate Island)
6. Le Dernier Travail d'Hercule (The Last Labor of Hercules)
7. La Tête de Gorgon (The Gorgon's Head)
8. Château du Mal (The Castle of Evil)
9. Chasse au chasseur ((Hunting The Hunter)
10. La Malédiction de Thut (The Curse of Thut)
11. La Vallée Ancienne (The Ancient Valley)
12. Menace dans la glace ((The Menace In The Ice))
13. L’Œil de Doorgah (The Eye of the Doorgah)
14. Mission du capitaine Mordecai (The Mission of Captain Mordecai)
15. L'Aventure de la jungle (The Jungle Adventure)
16. Fils du Soleil (Son of the  Sun)
17. Prophétie du péril (Prophecy of Peril)
18. Expérience étrange (Strange Experiment)
19. La Malédiction du Conquistador (The Curse of the  Conquistador)
20. Tous les bains à remous mènent à l'Atlantide (All Whirlpools Lead to Atlantis)

## Autour de la série
Malgré son titre, la série est davantage inspirée du premier roman de Mark Twain, Les Aventures de Tom Sawyer (1876), que du second, Les Aventures de  Huckleberry Finn (1884), Becky Thatcher et Joe L'Indien étant absents de ce dernier. 